# 米德韋 (印地安納州埃爾克哈特縣)
米德韋（英語：Midway）是位於美國印地安納州埃爾克哈特縣的一個非建制地區。該地的面積和人口皆未知。